# Варпалота
Варпалота (мађ. Várpalota) град је у Мађарској. Варпалота је четврти по величини град у оквиру жупаније Веспрем.
Град има 20.835 становника према подацима из 2008. године.

## Географија
Град Варпалота се налази у средишњем делу Мађарске. Од престонице Будимпеште град је удаљен око 80 километара западно. Град се налази у северозападном делу Панонске низије, у области острвске планине Бакоњска гора.

## Становништво
По процени из 2017. у граду је живело 19544 становника.
| 1990.  | 2001.  | 2011.  | 2017.  |
| ------ | ------ | ------ | ------ |
| 26.928 | 21.858 | 20.756 | 19.544 |

## Партнерски градови
- Пашкани
- Петрошани
- Фермо
- Кремњица
- Волфсберг
- Словењ Градец
- Градец (општина)

## Галерија
- Католичка црква
- Стара тврђава
- Стара палата